# Ernest Pohl
Ernest Pohl, w latach 1952–1990 Ernest Pol (ur. 3 listopada 1932 w Rudzie, zm. 12 września 1995 w Hausach) – polski piłkarz, reprezentant Polski w latach 1955–1965. Uczestnik igrzysk olimpijskich w Rzymie w 1960 roku. Trzykrotny król strzelców rozgrywek I ligi (1954, 1959, 1961) oraz członek i lider Klubu 100 z dorobkiem 186 bramek.
Pohl był wychowankiem Slavii Ruda Śląska, skąd w 1952 roku trafił do Garnizonowego WKS. W latach 1953–1956 grał dla Legii Warszawa, natomiast od 1957 roku przez 11 sezonów (1957–1967) występował w Górniku Zabrze. Po zakończeniu kariery łączył pracę zawodową z grą dla polonijnych klubów w Stanach Zjednoczonych: Polonii Nowy Jork (1968–1969) oraz Vistuli Garfield (1969–1970).
Z Legią Warszawa dwukrotnie zaliczył krajowy dublet, zdobywając mistrzostwo i Puchar Polski (1955, 1956). W barwach Górnika Zabrze ośmiokrotnie został mistrzem Polski (1957, 1959, 1961, 1963–1967) i jeden raz wygrał Puchar Polski (1965).

## Kariera piłkarska

### Początki kariery
Pohl urodził się 3 listopada 1932 roku w Rudzie (dziś część Rudy Śląskiej) w rodzinie Agnieszki z domu Ganitta i Zygfryda zamieszkałych w robotniczej dzielnicy miasta, kolonii Karol Emanuel. Według źródeł, piłkarzem postanowił zostać po tym, jak w wieku dziewięciu lat wybrał się do Bytomia na mecz reprezentacji Niemiec z Rumunią (7:0, 16 sierpnia 1942 roku) i miał w nim okazję podziwiać grę Ernesta Wilimowskiego. Inne opracowanie tego samego autora dementuje tę kwestię argumentując, że Pohlowi wmówiono obecność na widowni przez dziennikarza. Sam Pohl, miał zdradzić  po latach, iż „ten redaktor chciał, abym tak był, to żech był”. Wzorując się na swoim starszym bracie, Zygfrydzie, rozpoczął w 1943 roku treningi, zostając zawodnikiem Slavii Ruda Śląska. Były działacz Slavii – Józef Szajbel – charakteryzował Pohla jako zawodnika, którego w tamtym czasie było ciężko podporządkować taktyce, nietrzymającego się swojej pozycji i będącego na boisku wszędzie tam, gdzie była piłka. Ponadto odznaczał się siłą, kondycją i twardo walczył o piłkę. W 1948 roku Pohl zadebiutował w zespole seniorów Slavii, natomiast dwa lata później był w szerokiej kadrze reprezentacji Śląska. Po towarzyskim spotkaniu rozegranym w 1952 roku przeciwko Garnizonowemu WKS, Pohlem zainteresowali się działacze klubu z Łodzi. Ponieważ był w wieku poborowym dostał powołanie do wojska, a po wypełnieniu obowiązków służbowych trenował w nowym zespole. Pohl jako szeregowy został oddelegowany do konnego oddziału obsługi, w którym odpowiadał za dostarczenie towarów do wojska, między innymi żywności. W 1953 roku otrzymał powołanie do reprezentacji Łodzi na mecz z Warszawą, w którym zastąpił kontuzjowanego Władysława Soporka i zdobył dwie bramki. W tym samym roku Pohl otrzymał służbowe przeniesienie do stolicy. Legia składała się wtedy z około stu piłkarzy, dlatego Pohl rozpoczął treningi w siódmej drużynie, skąd został przeniesiony do drugiego, a następnie pierwszego zespołu.

### Legia Warszawa (1953–1956)
W sezonie 1954 trenerem Legii został Węgier János Steiner, nieustannie szukający optymalnego ustawienia oraz nowych zawodników.  Niepodważalną pozycję u Steinera miał Pohl, który w pierwszym sezonie wystąpił we wszystkich dwudziestu ligowych spotkaniach i zdobył trzynaście bramek. Pohl przebywał na boisku łącznie przez 1769 minut, a meczu w pełnym wymiarze czasowym nie dograł wyłącznie z AKS-em Chorzów (6:2, 21 października 1954 roku), kiedy to został zmieniony przez Edwarda Zielińskiego. W barwach Legii zadebiutował w spotkaniu o Puchar Polski przeciwko Ślęzy Wrocław (1:2 pd., 15 listopada 1953 roku) i w tymże też meczu strzelił pierwszego gola dla zespołu. Legia zajęła w lidze 7. miejsce, a utrzymanie zapewniła sobie wygrywając w przedostatniej kolejce (0:2, 21 listopada 1954 roku) z Cracovią. Rzutu karnego w tym spotkaniu nie wykorzystał Pohl. Zdobycie bramki dałoby mu samodzielny tytuł najlepszego strzelca rozgrywek ligowych, który podzielił jednak z Henrykiem Kempnym – piłkarzem Polonii Bytom. W meczu przeciwko Górnikowi Radlin (4:1, 16 września 1954 roku) Pohl czterokrotnie pokonał bramkarza rywali i zapoczątkował w ten sposób serię sześciu kolejnych ligowych meczów ze strzelonym golem. W rozgrywkach Pucharu Polski Legia dotarła do półfinału, w którym przegrała (2:1, 17 lipca 1954 roku) z Gwardią Warszawa po honorowym golu Pohla.
W sezonie 1955 Legia zdobyła mistrzostwo kraju oraz Puchar Polski, stając się pierwszą drużyną w historii polskiej piłki nożnej, która sięgnęła po dublet. W finale Pucharu Polski Legia pokonała Lechię Gdańsk (5:0, 29 września 1955 roku), a jedną z bramek zdobył Pohl. W spotkaniu przeciwko Polonii Bydgoszcz (2:0, 9 czerwca 1955 roku) Pohl został w 87. minucie usunięty z boiska, przez co został zawieszony na siedem meczów ligowych. Na boisko wrócił w przegranym spotkaniu z Ruchem Chorzów (4:1, 25 września 1955 roku), natomiast w rozegranym tydzień później meczu przeciwko Górnikowi Radlin (9:1, 2 października 1955 roku) strzelił pięć bramek. Pohl zdobył w rozgrywkach ligowych dwanaście bramek, dzięki czemu zajął w klasyfikacji najlepszego strzelca czwarte miejsce.
W sezonie 1956 nowym trenerem Legii został Ryszard Koncewicz, gdyż umowa Steinera nie została przedłużona ze względu na wygórowane wymagania finansowe. Pod wodzą nowego szkoleniowca Legia drugi raz z rzędu zdobyła dublet, wygrywając mistrzostwo oraz Puchar Polski. W finałowym spotkaniu Legioniści pokonali Górnika Zabrze (3:0, 24 czerwca 1956 roku). Sensacją sezonu był mecz ligowy, w którym Legia odniosła rekordowe w swojej historii zwycięstwo nad Wisłą Kraków (12:0, 19 sierpnia 1956 roku), zaś Pohl strzelił w nim pięć bramek. Z dorobkiem osiemnastu bramek zajął drugie miejsce w klasyfikacji na najlepszego strzelca ligi, przegrywając rywalizację z klubowym kolegą, Henrykiem Kempnym. W sezonie 1956 Legia była pierwszym mistrzem Polski, który zagrał w Pucharze Europy Mistrzów Klubowych, jednak odpadła w rundzie wstępnej po przegranym dwumeczu ze Slovanem Bratysława. Pohl odszedł z Legii po tym, gdy pojawiła się propozycja gry dla Górnika Zabrze, a działacze Legii nie namawiali go na pozostanie w klubie.

### Górnik Zabrze (1957–1967)
W sezonie 1957 drużynę Górnika objął węgierski trener Zoltán Opata, który był zorientowany na słabe punkty zespołu. Opata postanowił wzmocnić atak, dlatego ściągnął do zespołu Pohla – uważanego wtedy za najlepszego zawodnika Legii Warszawa. Pohl za parafowanie umowy otrzymał skrzynkę niedostępnych wówczas na rynku pomarańcz, pieniądze, za które kupił samochód oraz etat w kopalni Concordia. Pierwszy mecz w barwach Górnika rozegrał w ramach III rundy Pucharu „Sportu” (0:13, 10 lutego 1957 roku) przeciwko Kolejarzowi Czechowice. Pohl wystąpił na pozycji prawego łącznika i przypieczętował to spotkanie trzema zdobytymi bramkami. Oficjalny debiut Pohla miał miejsce w 1/8 finału Pucharu Polski przeciwko Lechii Gdańsk (0:3, 17 marca 1957 roku), zaś premierowe trafienie zaliczył w tymże spotkaniu. Przed rewanżowym meczem z Legią, Pohl wspólnie z Edmundem Kowalem został zawieszony przez Opatę na pół roku. Odsunięcie od drużyny było wynikiem niesportowego trybu życia piłkarzy oraz nadmiernym spożywaniem alkoholu. Na dwie kolejki przed końcem sezonu Górnik po wygranej z Gwardią Warszawa był bliski zdobycia pierwszego w historii klubu mistrzostwa Polski. Działacze odwiesili dyskwalifikację nałożoną na Pohla, gdyż przez trenera był uważany za niezbędnego zawodnika i ustawił go w obu meczach na prawym skrzydle. W spotkaniu przeciwko Lechowi Poznań (1:4, 10 listopada 1957 roku) Pohl zdobył hat tricka, zaś w meczu z Odrą Opole (8:1,  1 grudnia 1957 roku) czterokrotnie pokonał bramkarza przyjezdnych, stając się tym samym pierwszym piłkarzem w historii klubu, który strzelił więcej niż trzy gole w ligowej potyczce. Po porażce Gwardii w przedostatniej kolejce z Lechem, Górnik ostatecznie został mistrzem Polski, natomiast w rozgrywkach o Puchar Polski przegrał w finale z ŁKS-em Łódź (2:1, 20 lipca 1957 roku) po honorowym trafieniu Pohla.
W sezonie 1958 Pohl ponownie został zawieszony przez zarząd klubu. Do zespołu wrócił po trzymiesięcznej dyskwalifikacji na cztery ostatnie mecze sezonu z Lechią Gdańsk, Ruchem Chorzów, Wisłą Kraków i ŁKS-em Łódź. Po zakończeniu sezonu Pohl został zaproszony przez ŁKS na tournée po RFN, Belgii oraz Francji, gdzie w towarzyskim spotkaniu przeciwko TSV 1860 Monachium zdobył dwie bramki. Sezon 1958 był ostatnim dla szkoleniowca Opaty, który zrezygnował z pracy w Zabrzu. Górnik zakończył rozgrywki ligowe na trzecim miejscu, a trener argumentował tę pozycję złym trybem życia niektórych graczy, co przełożyło się ostatecznie na wyniki zespołu. Do tego grona Opata zaliczył Pohla, który według niego spożywał wódkę. Rozgrywki o Puchar Polski nie były rozgrywane, ponieważ zostały zawieszone do 1962 roku.
W sezonie 1959 nowym szkoleniowcem Górnika został węgierski trener János Steiner, z którym Pohl współpracował w Legii. Steiner zmienił ustawienie drużyny, a Pohla przesunął z pozycji prawoskrzydłowego na łącznika.  W sezonie 1959 Pohl zdobył 21 bramek, co dało mu ex aequo z Janem Liberdą z Polonii Bytom tytuł najlepszego strzelca rozgrywek ligowych. W spotkaniu przeciwko Górnikowi Radlin (6:0, 1 sierpnia 1959) oraz Polonii Bydgoszcz (6:2, 22 sierpnia 1959 roku) strzelił po cztery gole. Górnik zapewnił sobie tytuł mistrzowski na trzy kolejki przed zakończeniem rozgrywek, gdy po bramce Pohla pokonał Legię (1:0, 4 października 1959).
W sezonie 1960 szkoleniem piłkarzy Górnika zajął się Czech Wilhelm Lugr, jednak słaba postawa drużyny przyczyniła się do kolejnej zmiany na tym stanowisku. W lipcu nowym trenerem został Augustyn Dziwisz. Górnik zajął trzecie miejsce na zakończenie ligowych rozgrywek (przegrywając rywalizację z Ruchem o dwa punkty), natomiast Pohl pocieszał kibiców na łamach prasy słowami: Ruch grał równo przez cały sezon i zdobył zasłużenie mistrza ligi. Mam jednak wrażenie, że najlepszym polskim zespołem jest nadal Górnik Zabrze. Po tragicznej śmierci Edmunda Kowala, Pohl otrzymał nowe zadania na boisku. Dotychczas odpowiadał wyłącznie za strzelanie bramek, jednak od wyjazdowego spotkania z Wisłą Kraków (1:4, 9 października 1960 roku) zaczął wspomagać pomocników i kreować ataki. Mimo zmiany założeń taktycznych, Pohl z dziesięcioma strzelonymi bramkami był drugim najlepszym strzelcem w zespole Górnika.
W sezonie 1961 Górnik z przewagą ośmiu punktów nad Polonią Bytom zwyciężył w walce o mistrzostwo Polski. Pohl strzelił dwadzieścia cztery bramki w rozgrywkach ligowych i zdobył tym samym tytuł najlepszego strzelca. W spotkaniu przeciwko Polonii Bydgoszcz (0:5, 26 marca 1961 roku) Pohl rozciął nogę na kamieniu pokrywającym boisko, w związku z czym założono mu szwy. Mimo odniesionej kontuzji Pohl wystąpił tydzień później w domowym spotkaniu przeciwko Legii (5:1, 9 kwietnia 1961 roku), co było podyktowane licznymi kontuzjami i chorobami w drużynie. Grając przeciwko Polonii Bydgoszcz Pohl zdobył hat tricka, natomiast z Legią Warszawa czterokrotnie pokonał bramkarza przyjezdnych. Oba spotkania weszły w serię siedmiu kolejnych meczów (trwała ona od 26 marca do 25 maja 1961 roku), w których Pohl zdobył gola. W 1961 roku zespół Górnika po raz pierwszy w historii wystąpił w europejskich pucharach, chodź wcześniej dwukrotnie był mistrzem kraju. Debiutując w Pucharze Europy Mistrzów Klubowych Górnik trafił na mistrza i zdobywcę Pucharu Anglii – Tottenham Hotspur. Zabrzanie odpadli z rozgrywek już na starcie przegrywając dwumecz 5:10, a po bramce w obu spotkaniach strzelił Pohl (4:2, 13 września oraz 8:1, 20 września 1961 roku).
W 1962 roku skrócono sezon do rundy wiosennej i podzielono zespoły na dwie grupy, aby przeorganizować rozgrywki do systemu jesień–wiosna. Górnik Zabrze wygrał swoją grupę, więc w barażu o mistrzostwo Polski zmierzył się  z Polonią Bytom – zwycięzcą drugiej grupy. Pohl zdobył w sezonie 1962 wicemistrzostwo, ponieważ Górnik przegrał dwumecz: w pierwszym spotkaniu wygrała Polonia (1:4, 21 czerwca 1962 roku), zaś w wygranym rewanżu (1:2, 1 lipca 1962 roku) nie udało odrobić się straty. W meczach ligowych Pohl strzelił 12 bramek, co pozwoliło mu na zajęcie drugiego miejsca w klasyfikacji strzelców. Rywalizację przegrał z Janem Liberdą – zdobywcą 16 goli. Po czterech latach reaktywowano rozgrywki Pucharu Polski,  w których Górnik doszedł do finału. W meczu rozgrywanym na Stadionie Śląskim zwycięstwo odniosło Zagłębie Sosnowiec (2:1, 22 lipca 1962 roku), a honorową bramkę dla zabrzan strzelił Pohl.
W sezonie 1962/1963 Górnik pod wodzą Edwarda Cebuli, który zastąpił po niespełna dwóch miesiącach Feliksa Karolka, zdobył kolejne mistrzostwo Polski. W październiku 1962 roku Pohl został zdyskwalifikowany na trzy miesiące po tym, jak po meczu reprezentacyjnym przeciwko Czechosłowacji zamówił do obiadu piwo. Pohl nie wystąpił przez to w sześciu ligowych kolejkach oraz rozgrywkach Pucharu Polski. Pohl po zakończeniu sezonu wziął udział z Górnikiem w turnieju Interligi w Stanach Zjednoczonych. Górnik doszedł do półfinału turnieju, w którym przegrał z West Ham United. Pierwszy mecz zakończył się remisem (1:1, 31 lipca 1963 roku) po bramce Pohla, więc rozegrano drugie spotkanie mające wyłonić zwycięzcę. W nim lepsi okazali się Anglicy (0:1, 4 sierpnia 1963 roku), którzy spotkali się w finale z Duklą Praga. W meczu grupowym przeciwko Realowi Valladolid Pohl strzelił w pierwszej połowie dwie bramki.
| 1. | 1963–1975             | Włodzimierz Lubański | 155 |
| 2. | 1957–1967             | Ernest Pohl          | 143 |
| 3. | 1959–1972             | Erwin Wilczek        | 96  |
| 4. | 1962–1974 i 1975–1978 | Zygfryd Szołtysik    | 91  |
| 5. | 1984–1991             | Ryszard Cyroń        | 76  |

W sezonie 1963/1964 Górnik obronił mistrzostwo Polski z poprzedniego sezonu. W meczu przeciwko Unii Racibórz (2:0, 14 września 1963 roku) Pohl strzelił bramkę, która była setnym ligowym trafieniem w barwach Górnika. W domowym spotkaniu z Wisłą Kraków (4:0, 6 listopada 1963 roku) zdobył hat tricka. W Pucharze Europy Mistrzów Klubowych Górnik  odpadł w 1/8 finału, przegrywając dwumecz z Duklą Praga. W rewanżowym spotkaniu (4:1, 20 listopada 1963 roku) Pohl pokonał bramkarza Pavela Koubę, jednak sędzia nie uznał bramki dopatrując się zagrania ręką. Czechosłowacki fotoreporter tygodnika Start,  Josef Toth, skomentował decyzję arbitra słowami: Stałem w pierwszej połowie za bramką Kouby. (…) Pohl zdobył bramkę prawidłowo. Pod koniec sezonu Górnik rozegrał w Wiedniu mecz towarzyski z reprezentacją Austrii (1:2, 10 czerwca 1964 roku), w którym jedna z bramek była autorstwa Pohla.
W sezonie 1964/1965 piłkarze Górnika zdobyli dublet: mistrzostwo Polski oraz Puchar Polski. W finale pokonali Czarnych Żagań (4:0, 2 czerwca 1965 roku), a klasycznego hat tricka zaliczył Pohl. Trzy bramki strzelił również w wygranym meczu ligowym (6:3, 2 września 1964 roku) przeciwko Śląskowi Wrocław. Pohl zdobył w lidze szesnaście goli, co w klasyfikacji na najlepszego strzelca dało mu ex aequo z Andrzejem Jarosikiem drugie miejsce. W Pucharze Europy Mistrzów Klubowych Górnik odpadł na początku rozgrywek. Po remisowym dwumeczu z Duklą Praga, konieczne było rozegranie meczu barażowego, który również nie przyniósł rozstrzygnięcia (0:0, 14 października 1964 roku). Kwestię awansu rozwiązało losowanie, w którym więcej szczęścia miał czechosłowacki zespół. Awans Górnikowi do dalszej fazy rozgrywek mógł zapewnić Pohl, jednak w meczu rewanżowym (3:0, 20 września 1964 roku) przy stanie 1:0 nie wykorzystał rzutu karnego.
W sezonie 1965/1966 po trzech kolejkach ligowych nowym trenerem Górnika został Władysław Giergiel. Zrewolucjonizował on styl gry drużyny i zmienił ustawienie na 4–2–4, które przy umiejętnościach Pohla stwarzało nieustanne zagrożenie dla przeciwników. Górnik po raz kolejny został mistrzem Polski, jednak Pucharu Polski z poprzedniego sezonu nie obronił. Po dogrywce przegrał bowiem mecz finałowy z Legią (1:2 pd., 15 sierpnia 1966 roku). W spotkaniu z Zagłębiem Sosnowiec (6:2, 15 sierpnia 1965 roku) Pohl ustrzelił hat tricka. Sezon ligowy zakończył zdobywając szesnaście bramek, dzięki czemu zajął drugie miejsce w klasyfikacji na najlepszego strzelca, przegrywając rywalizację z klubowym kolegą, Włodzimierzem Lubańskim.  W Pucharze Europy Mistrzów Klubowych Górnik odpadł w ćwierćfinale po przegranym dwumeczu ze Spartą Praga. Pohl wystąpił również w czterech meczach grupowych Pucharu Intertoto. Pomimo wygrania przez Górnik grupy B3, piłkarze nie zagrali w ćwierćfinale ze względu na przepisy.
W sezonie 1966/1967 Górnik pod wodzą nowego trenera Gézy Kalocsaya wywalczył kolejne mistrzostwo Polski. W Pucharze Europy Mistrzów Klubowych Górnik odpadł w ćwierćfinale po przegranym dwumeczu z CSKA Sofia. W rewanżowym meczu (3:0, 7 grudnia 1966 roku) Pohl zdobył dwie bramki oraz nie wykorzystał w 68. minucie rzutu karnego, którego sam wywalczył. W klasyfikacji na najlepszego strzelca w Pucharze Europy zajął trzecie miejsce. Katowicki Sport sklasyfikował Pohla jako czwartego zawodnika rundy jesiennej, argumentując swój wybór w sposób: Nie zawsze starczyło mu sił, by w odpowiednim tempie hasać po boisku choćby przez 70 minut, ale kiedy włączał się do akcji, wówczas bramce przeciwnika groziło największe niebezpieczeństwo. Pohl spędzał na boisku coraz mniej czasu i sam deklarował chęć odejścia. Latem 1967 roku  Kalocsay stwierdził, że nie bierze Pohla pod uwagę w nowym sezonie. Pohl zakończył piłkarską karierę w wieku 34 lat.

### Schyłek kariery (1967–1975)
W sezonie 1967/1968 Pohl został włączony przez Gézę Kalocsaya do sztabu szkoleniowego Górnika jako asystent, choć miał propozycję grania dla Cracovii oraz Baníka Ostrawa. W lutym 1968 roku Pohl otrzymał zgodę na wyjazd do Stanów Zjednoczonych, gdzie pracował przy malowaniu zbiorników na paliwo oraz występował w polonijnych klubach: Polonii Nowy Jork (1968–1969) i Vistuli Garfield (1969–1970). Rekomendacje umożliwiającą Pohlowi wyjazd podpisał prezes Górnika, Eryk Wyra, która brzmiała: Zarząd zaświadcza, że w/w jako czołowy zawodnik naszego klub oraz długoletni reprezentant Polski Ludowej cieszy się w klubie jak najlepszą opinią. Jego wysokie kwalifikacje jako zawodnika oraz nie mniejsze umiejętności instruktorskie predystynują go do dalszego czynnego uprawiania sportu na terenie USA według życzeń i odpowiednich warunków, które zostaną ustalone w czasie pobytu w USA. Po powrocie do Polski zajął się szkoleniem młodzieży w Górniku Zabrze oraz pracą jako górnik dołowy. W latach 1972–1975 był asystentem trenerów Górnika: w sezonie 1971/1972 Antoniego Brzeżańczyka, w sezonie 1972/1973 Jana Kowalskiego i Gyula Szücsa, zaś w sezonach 1973/1974 oraz 1974/1975 Teodora Wieczorka.

## Kariera reprezentacyjna
Pohl był reprezentantem Polski w latach 1955–1965. Wystąpił w tym czasie w 46 meczach i zdobył 39 bramek. Zadebiutował w kadrze prowadzonej przez selekcjonera Ryszarda Koncewicza w towarzyskim spotkaniu przeciwko Rumunii (2:2, 29 maja 1955 roku), zaś pierwszą bramkę zdobył w meczu z reprezentacją Bułgarii (1:2, 26 sierpnia 1956 roku). W trakcie wieloletniej kariery reprezentacyjnej Pohl raz pełnił funkcję kapitana, a miało to miejsce w spotkaniu z reprezentacją RFN-u (0:2, 8 października 1961 roku). Po meczu z Czechosłowacją (2:1, 28 października 1962 roku) Pohl mimo zakazu, jaki wydał selekcjoner Ryszard Koncewicz wypił do kolacji piwo. Nie występował przez to w kadrze blisko dwa lata, choć pierwotnie nałożono na niego trzymiesięczną dyskwalifikację. Do drużyny wrócił na towarzyskie spotkanie przeciwko Czechosłowacji (2:1, 13 września 1964 roku), ówczesnemu wicemistrzowi świata, w którym zdobył dwa gole. Ostatnią bramkę dla reprezentacji Pohl strzelił Finlandii (7:0 24 października 1965 roku), zaś karierę zakończył po eliminacyjnym meczu do mistrzostw świata przeciwko Włochom (6:1, 1 listopada 1965 roku). 

### Letnie Igrzyska Olimpijskie 1960
W eliminacjach do igrzysk olimpijskich w Rzymie oraz turnieju głównym, reprezentacja Polski była prowadzona przez Jeana Prouffa. Pohl wystąpił we wszystkich czterech meczach eliminacyjnych przeciwko reprezentacji Finlandii (1:3, 18 października 1959 roku oraz 6:2, 8 listopada 1959 roku) i RFN-u (0:3, 25 listopada 1959 roku oraz 3:1, 18 kwietnia 1960 roku). W pierwszym spotkaniu z Finlandią Pohl strzelił jedną bramkę, natomiast w rewanżu zdobył hat tricka. Pohl strzelił również gola w wyjazdowym meczu przeciwko reprezentacji RFN-u, jednak to oraz rewanżowe spotkanie zostało uznane za grę nieoficjalną. Po czterech zwycięstwach w eliminacjach, Polska wywalczyła awans na igrzyska olimpijskie z pierwszego miejsca w grupie 2.
Na igrzyskach olimpijskich Pohl wystąpił we wszystkich trzech meczach grupowych. Reprezentacja Polski wygrała z Tunezją (6:1, 26 sierpnia 1960 roku) oraz przegrała z Danią (1:2, 29 sierpnia 1960 roku) i Argentyną. W spotkaniu przeciwko reprezentacji Tunezji Pohl zdobył pięć bramek, dzięki czemu wspólnie z Sophusem Nielsenem, Gottfriedem Fuchsem, Herbertem Carlssonem, Teodorem Fernándezem, Ferencem Benem i Nilsem Petersenem stał się jednym z siedmiu zawodników w historii turnieju olimpijskiego, którzy w jednym spotkaniu strzelili co najmniej pięć goli. Polska zajęła trzecie miejsce w grupie C i odpadła z turnieju, zaś mecz z Argentyną został uznany za nieoficjalny. W klasyfikacji najlepszych strzelców Pohl zajął trzecie miejsce.

## Statystyki

### Klubowe w latach 1953–1967
| Sezon        | Klub           | Liga    | Liga  | Liga   | Puchar Polski | Puchar Polski | Europa | Europa | Suma  | Suma   |
| Sezon        | Klub           | Liga    | Mecze | Bramki | Mecze         | Bramki        | Mecze  | Bramki | Mecze | Bramki |
| ------------ | -------------- | ------- | ----- | ------ | ------------- | ------------- | ------ | ------ | ----- | ------ |
| 1954         | Legia Warszawa | I Liga  | 20    | 13     | 5             | 7             | –      | –      | 25    | 20     |
| 1955         | Legia Warszawa | I Liga  | 14    | 12     | 4             | 4             | –      | –      | 18    | 16     |
| 1956         | Legia Warszawa | I Liga  | 21    | 18     | 5             | 2             | 2      | 0      | 28    | 20     |
| 1957         | Górnik Zabrze  | I Liga  | 13    | 7      | –             | –             | –      | –      | 13    | 7      |
| 1959         | Górnik Zabrze  | I Liga  | 21    | 21     | –             | –             | –      | –      | 21    | 21     |
| 1960         | Górnik Zabrze  | I Liga  | 20    | 10     | –             | –             | –      | –      | 20    | 10     |
| 1961         | Górnik Zabrze  | I Liga  | 24    | 24     | –             | –             | 7      | 5      | 31    | 29     |
| 1962         | Górnik Zabrze  | I Liga  | 11    | 12     | 5             | 2             | –      | –      | 16    | 14     |
| 1962/1963    | Górnik Zabrze  | I Liga  | 20    | 12     | –             | –             | –      | –      | 20    | 12     |
| 1963/1964    | Górnik Zabrze  | I Liga  | 25    | 13     | 1             | 0             | 5      | 1      | 31    | 14     |
| 1964/1965    | Górnik Zabrze  | I Liga  | 25    | 16     | 4             | 5             | 3      | 2      | 32    | 23     |
| 1965/1966    | Górnik Zabrze  | I Liga  | 21    | 15     | 2             | 0             | 8      | 1      | 31    | 16     |
| 1966/1967    | Górnik Zabrze  | I Liga  | 17    | 2      | 1             | 0             | 5      | 5      | 23    | 7      |
| Podsumowanie |                |         |       |        |               |               |        |        |       |        |
| Razem        | Legia Warszawa | I Liga  | 55    | 43     | 14            | 13            | 2      | 0      | 71    | 56     |
| Razem        | Górnik Zabrze  | I Liga  | 209   | 143    | 17            | 9             | 28     | 14     | 254   | 166    |
|              |                | Łącznie | 264   | 186    | 31            | 22            | 30     | 14     | 325   | 222    |

### Reprezentacyjne w latach 1955–1965
| Reprezentacja | Rok     | Mecze | Bramki |
| ------------- | ------- | ----- | ------ |
| Polska        | 1955    | 1     | 0      |
| Polska        | 1956    | 6     | 6      |
| Polska        | 1957    | 2     | 0      |
| Polska        | 1958    | 1     | 2      |
| Polska        | 1959    | 8     | 8      |
| Polska        | 1960    | 7     | 8      |
| Polska        | 1961    | 5     | 6      |
| Polska        | 1962    | 4     | 1      |
| Polska        | 1963    | 0     | 0      |
| Polska        | 1964    | 4     | 5      |
| Polska        | 1965    | 8     | 3      |
| Ogólnie       | Ogólnie | 46    | 39     |

| Mecze i gole w reprezentacji | Mecze i gole w reprezentacji | Mecze i gole w reprezentacji | Mecze i gole w reprezentacji | Mecze i gole w reprezentacji | Mecze i gole w reprezentacji | Mecze i gole w reprezentacji | Mecze i gole w reprezentacji |
| Polska                       | Polska                       | Polska                       | Polska                       | Polska                       | Polska                       | Polska                       | Polska                       |
| Lp.                          | Data                         | Miejsce                      | Przeciwnik                   | Wynik                        | Gol                          | Rozgrywki                    |                              |
| ---------------------------- | ---------------------------- | ---------------------------- | ---------------------------- | ---------------------------- | ---------------------------- | ---------------------------- | ---------------------------- |
| 1.                           | 29.05.1955                   | Bukareszt, Rumunia           | Rumunia                      | 2:2                          |                              | towarzyski                   |                              |
| 2.                           | 30.05.1956                   | Oslo, Norwegia               | Norwegia                     | 0:0                          |                              | towarzyski                   |                              |
| 3.                           | 15.07.1956                   | Budapeszt, Węgry             | Węgry                        | 4:1                          |                              | towarzyski                   |                              |
| 4.                           | 26.08.1956                   | Wrocław, Polska              | Bułgaria                     | 1:2                          | Gol                          | towarzyski                   |                              |
| 5.                           | 28.10.1956                   | Warszawa, Polska             | Norwegia                     | 5:3                          | Gol · Gol · Gol · Gol        | towarzyski                   |                              |
| 6.                           | 04.11.1956                   | Kraków, Polska               | Finlandia                    | 5:0                          |                              | towarzyski                   |                              |
| 7.                           | 16.11.1956                   | Stambuł, Turcja              | Turcja                       | 1:1                          | Gol                          | towarzyski                   |                              |
| 8.                           | 19.05.1957                   | Warszawa, Polska             | Turcja                       | 0:1                          |                              | towarzyski                   |                              |
| 9.                           | 05.07.1957                   | Helsinki, Finlandia          | Finlandia                    | 1:3                          |                              | el. MŚ 1958                  |                              |
| 10.                          | 05.10.1958                   | Dublin, Irlandia             | Irlandia                     | 2:2                          | Gol · Gol                    | towarzyski                   |                              |
| 11.                          | 20.05.1959                   | Hamburg, Niemcy              | RFN                          | 1:1                          |                              | towarzyski                   |                              |
| 12.                          | 21.06.1959                   | Wrocław, Polska              | Izrael                       | 7:2                          |                              | towarzyski                   |                              |
| 13.                          | 28.06.1959                   | Chorzów, Polska              | Hiszpania                    | 2:4                          | Gol                          | el. ME 1960                  |                              |
| 14.                          | 30.08.1959                   | Warszawa, Polska             | Rumunia                      | 2:3                          | Gol · Gol                    | towarzyski                   |                              |
| 15.                          | 14.10.1959                   | Madryt, Hiszpania            | Hiszpania                    | 3:0                          |                              | el. ME 1960                  |                              |
| 16.                          | 18.10.1959                   | Helsinki, Finlandia          | Finlandia                    | 1:3                          | Gol                          | el. IO 1960                  |                              |
| 17.                          | 08.11.1959                   | Chorzów, Polska              | Finlandia                    | 6:2                          | Gol · Gol · Gol              | el. IO 1960                  |                              |
| •                            | 25.11.1959                   | Essen, Niemcy                | RFN                          | 0:3                          | Gol                          | el. IO 1960                  |                              |
| 18.                          | 29.11.1959                   | Tel Awiw, Izrael             | Izrael                       | 1:1                          | Gol                          | towarzyski                   |                              |
| •                            | 18.04.1960                   | Warszawa, Polska             | RFN                          | 3:1                          |                              | el. IO 1960                  |                              |
| 19.                          | 04.05.1960                   | Glasgow, Szkocja             | Szkocja                      | 2:3                          | Gol                          | towarzyski                   |                              |
| 20.                          | 04.05.1960                   | Moskwa, Rosja                | ZSRR                         | 7:1                          | Gol                          | towarzyski                   |                              |
| 21.                          | 26.06.1960                   | Chorzów, Polska              | Bułgaria                     | 4:0                          |                              | towarzyski                   |                              |
| 22.                          | 26.08.1960                   | Rzym, Włochy                 | Tunezja                      | 1:6                          | Gol · Gol · Gol · Gol · Gol  | IO 1960                      |                              |
| 23.                          | 29.08.1960                   | Livorno, Włochy              | Dania                        | 2:1                          |                              | IO 1960                      |                              |
| •                            | 01.09.1960                   | Neapol, Włochy               | Argentyna                    | 2:0                          |                              | IO 1960                      |                              |
| 24.                          | 28.09.1960                   | Warszawa, Polska             | Francja                      | 2:2                          |                              | towarzyski                   |                              |
| 25.                          | 13.11.1960                   | Budapeszt, Węgry             | Węgry                        | 4:1                          | Gol                          | towarzyski                   |                              |
| •                            | 14.05.1961                   | Warszawa, Polska             | Bułgaria                     | 1:1                          |                              | towarzyski                   |                              |
| 26.                          | 21.05.1961                   | Warszawa, Polska             | ZSRR                         | 1:0                          | Gol                          | towarzyski                   |                              |
| 27.                          | 04.06.1961                   | Belgrad, Serbia              | Jugosławia                   | 2:1                          |                              | el. MŚ 1962                  |                              |
| 28.                          | 08.10.1961                   | Warszawa, Polska             | RFN                          | 0:2                          |                              | towarzyski                   |                              |
| 29.                          | 22.10.1961                   | Wrocław, Polska              | NRD                          | 3:1                          | Gol · Gol                    | towarzyski                   |                              |
| 30.                          | 05.11.1961                   | Chorzów, Polska              | Dania                        | 5:0                          | Gol · Gol · Gol              | towarzyski                   |                              |
| 31.                          | 11.04.1962                   | Paryż, Francja               | Francja                      | 1:3                          | Gol                          | towarzyski                   |                              |
| 32.                          | 23.05.1962                   | Warszawa, Polska             | Belgia                       | 2:0                          |                              | towarzyski                   |                              |
| 33.                          | 02.09.1962                   | Poznań, Polska               | Węgry                        | 0:2                          |                              | towarzyski                   |                              |
| 34.                          | 28.10.1962                   | Bratysława, Czechosłowacja   | Czechosłowacja               | 2:1                          |                              | towarzyski                   |                              |
| 35.                          | 13.09.1964                   | Warszawa, Polska             | Czechosłowacja               | 2:1                          | Gol · Gol                    | towarzyski                   |                              |
| 36.                          | 27.09.1964                   | Stambuł, Turcja              | Turcja                       | 2:3                          | Gol                          | towarzyski                   |                              |
| 37.                          | 07.10.1964                   | Solna, Szwecja               | Szwecja                      | 3:3                          | Gol                          | towarzyski                   |                              |
| 38.                          | 25.10.1964                   | Dublin, Irlandia             | Irlandia                     | 3:2                          | Gol                          | towarzyski                   |                              |
| 39.                          | 07.04.1965                   | Bruksela, Belgia             | Belgia                       | 0:0                          |                              | towarzyski                   |                              |
| 40.                          | 18.04.1965                   | Warszawa, Polska             | Włochy                       | 0:0                          |                              | el. MŚ 1966                  |                              |
| 41.                          | 16.05.1965                   | Kraków, Polska               | Bułgaria                     | 1:1                          | Gol                          | towarzyski                   |                              |
| 42.                          | 23.05.1965                   | Chorzów, Polska              | Szkocja                      | 1:1                          |                              | el. MŚ 1966                  |                              |
| 43.                          | 26.09.1965                   | Helsinki, Finlandia          | Finlandia                    | 2:0                          |                              | el. MŚ 1966                  |                              |
| 44.                          | 13.10.1965                   | Glasgow, Szkocja             | Szkocja                      | 1:2                          | Gol                          | el. MŚ 1966                  |                              |
| 45.                          | 24.10.1965                   | Szczecin, Polska             | Finlandia                    | 7:0                          | Gol                          | el. MŚ 1966                  |                              |
| 46.                          | 01.11.1965                   | Rzym, Włochy                 | Włochy                       | 6:1                          |                              | el. MŚ 1966                  |                              |

• - mecze nieoficjalne

## Sukcesy

### Legia Warszawa
- Mistrzostwo Polski (2 razy) w sezonach: 1955, 1956
- Puchar Polski (2 razy) w sezonach: 1955, 1956

### Górnik Zabrze
- Mistrzostwo Polski (8 razy) w sezonach: 1957, 1959, 1961, 1962/1963, 1963/1964, 1964/1965, 1965/1966, 1966/1967
- Wicemistrzostwo Polski w sezonie 1962
- 3. miejsce mistrzostw Polski (2 razy) w sezonach: 1958, 1960
- Puchar Polski w sezonie 1964/1965

### Indywidualne
- Król strzelców (3 razy) I ligi w sezonach: 1954, 1959, 1961

### Wyróżnienia
- „Złote buty” w plebiscycie redakcji katowickiego Sportu w 1964 roku[1]
- Piłkarz roku (3 razy) według ekspertów piłkarskiej encyklopedii Fuji w latach: 1959, 1961, 1964[101]
- Nominacja do reprezentacji 100-lecia Polskiego Związku Piłki Nożnej w 2019 roku[102]

### Rekordy
- Najskuteczniejszy zawodnik w historii Ekstraklasy: 186 goli[103]

## Życie prywatne
Ernest Pohl był żonaty z Marianną z  domu Jaschik, z którą miał dwie córki: Klaudię i Sybillę. Z wykształcenia był technikiem górnikiem oraz instruktorem piłki nożnej. Nosił boiskowe przydomki: Nochal, Yła oraz Ewa. W latach 1952–1990 posługiwał się nazwiskiem w formie Pol, co było wynikiem administracyjnej zmiany przeprowadzonej przez Biuro Ewidencji Ludności przy komisariacie Milicji Obywatelskiej w Rudzie Śląskiej. W 1990 roku pod naciskiem żony zdecydował się na wyjazd do Niemiec, gdzie wcześniej wyemigrowały jego córki. Wnukiem Pohla był Adrian Karkoschka, niegdyś zawodnik juniorskich reprezentacji Niemiec i SC Freiburg. Pohl zmarł 12 września 1995 roku w szpitalu w Hausach na raka trzustki.

## Upamiętnienia

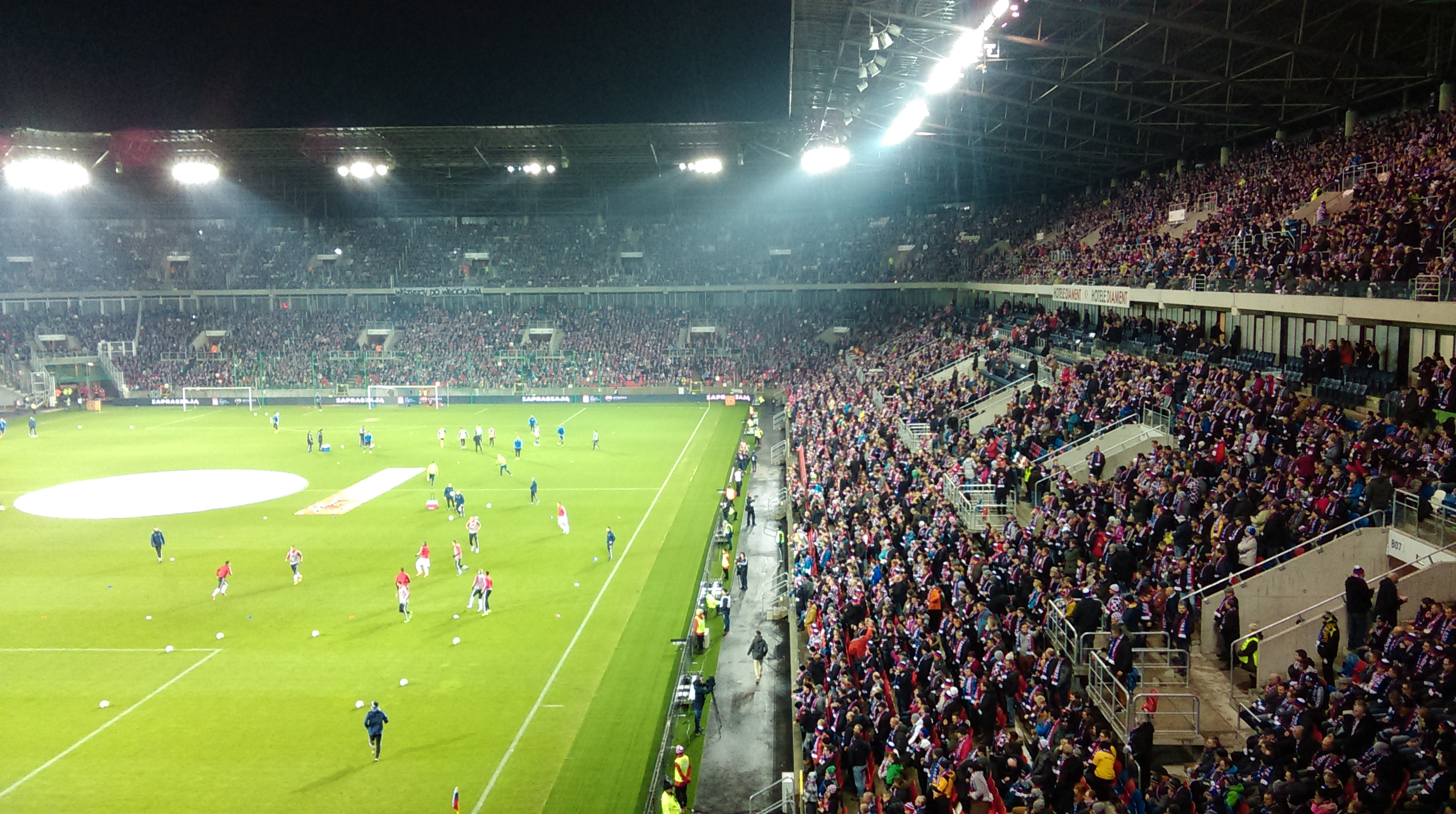
Stadion im. Ernesta Pohla po przebudowie (2016)

Od 2001 roku organizowany jest w Zabrzu międzynarodowy turniej juniorów im. Ernesta Pohla. Rozgrywki zostały zainicjowane w ramach uczczenia pamięci Pohla przez Jana Kowalskiego, byłego zawodnika Górnika Zabrze.
Od 9 czerwca 2005 roku decyzją rady miasta, stadion znajdujący się w Zabrzu przy ulicy Roosevelta 81 nosi oficjalną nazwę im. Ernesta Pohla. Z uwagi na identyfikację marketingową obiektu wprowadzono w 2016 roku nazwę Arena Zabrze, która ma służyć pozyskiwaniu partnerów i działaniom biznesowym.
W 2015 roku Pohl został upamiętniony w Rudzie Śląskiej przez urząd miejski. Na robotniczym osiedlu Ficinus została zainstalowana stała wystawa ciągnąca się wzdłuż ulicy Kubiny. Na kamiennym ogrodzeniu zaprezentowano w formie tablic sylwetki 44 osób zasłużonych dla miasta, wśród nich Pohla.
W 2018 roku w budynku klubowym Slavii Ruda Śląska odsłonięto tablicę upamiętniającą Ernesta Pohla jako wychowanka i reprezentanta Polski. Powstanie tablicy było możliwe dzięki kibicom, którzy zaangażowali się w zbiórkę pieniężną zorganizowaną przez działaczy Slavii.
Od 2021 roku członek Klubu Wybitnego Reprezentanta.

## Odznaczenia
- Odznaka „Zasłużony Mistrz Sportu” w 1962 roku[1]
- Krzyż Kawalerski Orderu Odrodzenia Polski w 1964 roku[1]